# Vláda Richarda Bienertha

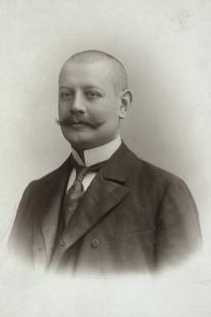
Ministerský předseda Richard von Bienerth-Schmerling

Vláda Richarda Bienertha byla předlitavská vláda, úřadující od 15. listopadu 1908 do 28. června 1911. Sestavil ji Richard von Bienerth-Schmerling poté, co skončila předchozí vláda Maxe Becka.

## Dobové souvislosti a činnost vlády
Vláda Richarda Bienertha nastoupila v situaci, kdy již v Předlitavsku platilo všeobecné a rovné volební právo, na jehož základě proběhly volby do Říšské rady roku 1907. Jejich výsledkem byl ovšem roztříštěný parlament s mnoha stavovskými a etnickými frakcemi, v němž musela předchozí vláda Maxe Becka složitě manévrovat a v roce 1908 skončila kvůli ztrátě parlamentní podpory, zejména od vlivného klubu německých křesťanských sociálů.
Zatímco Max Beck se snažil svůj kabinet obsadit parlamentními politiky, Bienerthova vláda byla koncipována jako úřednická. Zasedali v ní jako ministři-krajané jen tři zástupci parlamentních frakcí. Mnohé rezorty byly obsazeny jen provizorně, vysokými ministerskými úředníky. Kladla si za cíl nadstranickou (nepolitickou) politiku a překlenutí rozporů v politickém životě Předlitavska. Kabinet měl konzervativní orientaci s větším podílem šlechtických reprezentantů.
Dlouhodobě se ovšem potýkal (stejně jako většina předchozích vlád) s obstrukcemi, zejména českých poslanců parlamentu. V únoru 1908 proto Bienerth inicioval dočasné uzavření Říšské rady i českého zemského sněmu (v Praze dokonce vyhlášeno stanné právo) a následně provedl rekonstrukci vlády, do níž povolal i některé politické ministry. Během mezinárodní krize okolo Rakousko-Uherské anexe Bosny a Hercegoviny se mu nicméně podařilo prosadit v parlamentu důležité zákony související s financováním armády (a při tomto hlasování se česká opozice rozštěpila). V únoru 1909 znovu odstavil Říšskou radu od fungování, když ji čeští poslanci opětovně zablokovali obstrukcemi při projednávání jazykových a územněsprávních zákonů pro Čechy. V říjnu 1910 rezignovali na vládní posty oba čeští ministři. V polovině roku 1910 se vláda potýkala s další významnou krizí, když jí loajalitu vypověděl Polský klub. V prosinci 1910 proto Bienerth nabídl rezignaci. Setrval ale v úřadu ještě několik dalších měsíců. Po volbách do Říšské rady roku 1911, v nichž vládní tábor ztratil většinu (zejména propad českých i německých klerikálních stran), definitivně ukončil své působení v čele předlitavské vlády.

## Složení vlády
| Resort                              | Ministr                           | Nástup do funkce   | Konec funkce    |
| ----------------------------------- | --------------------------------- | ------------------ | --------------- |
| ministerský předseda                | Richard von Bienerth              | 15. listopadu 1908 | 28. června 1911 |
| ministr vnitra                      | Guido von Haerdtl                 | 15. listopadu 1908 | 9. ledna 1911   |
| ministr vnitra                      | Max Wickenburg                    | 9. ledna 1911      | 28. června 1911 |
| ministr financí                     | Adolf von Jorkasch-Koch (správce) | 15. listopadu 1908 | 10. února 1909  |
| ministr financí                     | Leo von Bilinski                  | 10. února 1909     | 9. ledna 1911   |
| ministr financí                     | Robert Meyer                      | 9. ledna 1911      | 28. června 1911 |
| ministr kultu a vyučování           | Josef Kaněra (správce)            | 15. listopadu 1908 | 10. února 1909  |
| ministr kultu a vyučování           | Karl von Stürgkh                  | 10. února 1909     | 28. června 1911 |
| ministr spravedlnosti               | Robert von Holzknecht (správce)   | 15. listopadu 1908 | 10. února 1909  |
| ministr spravedlnosti               | Viktor von Hochenburger           | 10. února 1909     | 28. června 1911 |
| ministr obchodu                     | Viktor Mataja (správce)           | 15. listopadu 1908 | 10. února 1909  |
| ministr obchodu                     | Richard Weiskirchner              | 10. února 1909     | 28. června 1911 |
| ministr zemědělství                 | Albín Bráf                        | 15. listopadu 1908 | 1. října 1909   |
| ministr zemědělství                 | Josef von Pop (správce)           | 1. října 1909      | 9. ledna 1911   |
| ministr zemědělství                 | Adalbert von Widmann              | 9. ledna 1911      | 28. června 1911 |
| ministr zeměbrany                   | Friedrich von Georgi              | 15. listopadu 1908 | 28. června 1911 |
| ministr železnic                    | Zdenko von Forster (správce)      | 15. listopadu 1908 | 10. února 1909  |
| ministr železnic                    | Ludwig Wrba                       | 10. února 1909     | 9. ledna 1911   |
| ministr železnic                    | Stanisław Głąbiński               | 9. ledna 1911      | 25. června 1911 |
| ministr železnic                    | Victor von Röll (správce)         | 25. června 1911    | 28. června 1911 |
| ministr veřejných prací             | Max Wickenburg (správce)          | 15. listopadu 1908 | 10. února 1909  |
| ministr veřejných prací             | August von Ritt                   | 10. února 1909     | 9. ledna 1911   |
| ministr veřejných prací             | Karel Marek                       | 9. ledna 1911      | 28. června 1911 |
| ministr pro haličské záležitosti    | Dawid Abrahamowicz                | 15. listopadu 1908 | 3. března 1909  |
| ministr pro haličské záležitosti    | Władysław Dulęba                  | 3. března 1909     | 9. ledna 1911   |
| ministr pro haličské záležitosti    | Wacław Zaleski                    | 9. ledna 1911      | 28. června 1911 |
| český ministr-krajan                | Jan Žáček                         | 15. listopadu 1908 | 1. října 1909   |
| německý ministr-krajan              | Gustav Schreiner                  | 15. listopadu 1908 | 22. října 1910  |
| společní ministři Rakouska-Uherska: |                                   |                    |                 |
| * ministr zahraničí                 | Alois Lexa von Aehrenthal         | 15. listopadu 1908 | 28. června 1911 |
| * ministr války                     | Franz Xaver von Schönaich         | 15. listopadu 1908 | 28. června 1911 |
| * ministr financí                   | István Burián                     | 15. listopadu 1908 | 28. června 1911 |